# Catedral de Reims
A Catedral de Notre-Dame de Reims forma, juntamente com a Catedral de Chartres, a dupla de catedrais góticas mais importantes da França. Localiza-se na cidade de Reims, na região de Champanhe. Foi construída no século XIII, em substituição a uma antiga igreja incendiada. O local onde se encontra a Catedral de Reims teria sido o local do batismo do rei Clóvis I.

## História
Localizada na região de Champanhe, Reims sempre foi um importante centro comercial. Já naquela época aqui era produzido um delicioso vinho espumante, que séculos mais tarde iria correr o mundo, batizado com o nome desta região. Quando os romanos lá chegaram, no ano 58 a.C., encontraram uma comunidade rica na produção de vinhos, madeira, carne e lã, e com ela estabeleceram uma relação pacífica e lucrativa para os dois lados.
No ano 250 d.C., Reims já era sede do bispado de Champagne, e sua influência religiosa era importante nesta parte da Europa, a tal ponto que a conversão dos estados germânicos ao catolicismo foi conseguida graças aos religiosos de Reims. Um marco desta era é o batismo de Clóvis I, no ano 516, que deu um extraordinário impulso à implementação da igreja católica na Europa pós-império romano estabelecida como pólo comercial, artístico, e principalmente espiritual, um símbolo à altura de sua religiosidade era agora necessário.
Uma pequena igreja, consagrada a Nossa Senhora de Reims já existia no centro da cidade desde a época do batismo de Clóvis. Em 816, ela foi reconstruída para abrigar a cerimônia de coroação do rei da França. Nesta época, Reims já era também o local onde se realizavam as coroações reais. Mas foi apenas em 6 de maio de 1211 que o arcebispo Aubrey de Humbert lançou a pedra inaugural das fundações da nova catedral.

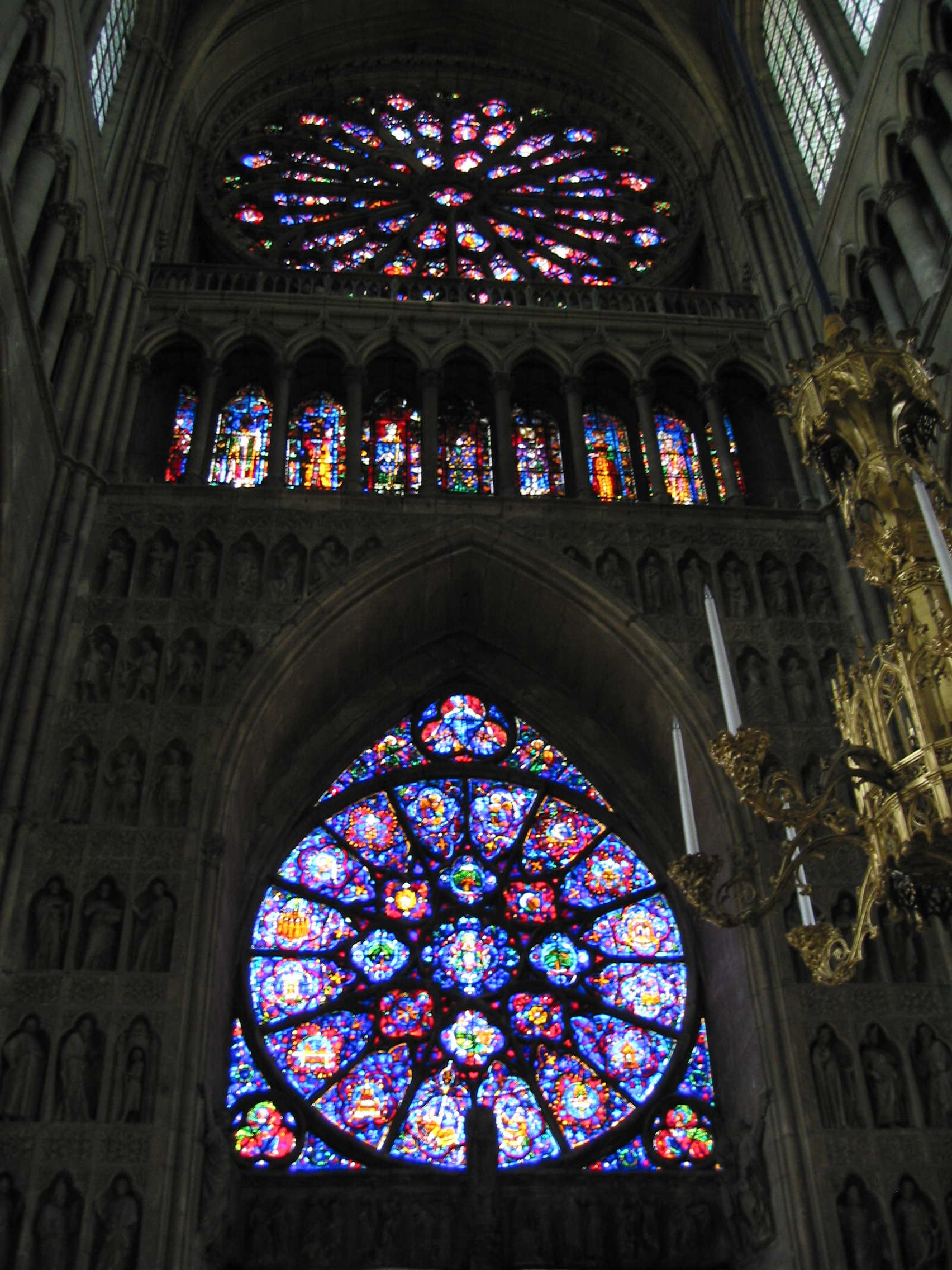
Vitral

Entre 1211 e 1221, Jean d'Orbais construiu o primeiro nível do coro e as capelas laterais. Em 1252, Jean le Loup iniciou a construção da fachada oeste, a principal. Em 1256, foram incluídas as estátuas nesta fachada e concluídos os portais da catedral, sob supervisão de Gaucher. Em 1299, Robert de Coucy completou a estrutura até o primeiro nível, onde atualmente está situada a Galeria dos Reis. O portal central, dedicado à Virgem Maria tem um vitral em forma de rosácea, característica marcante da Catedral. A Galeria dos Reis abriga a pia batismal de Clóvis e estátuas de seus sucessores. A Catedral possui finas tapeçarias. Uma das séries mais importantes é a executada por Robert de Lenoncourt, representando a vida de Maria. 
Diversos arquitetos trabalharam em sua construção, e apenas ao fim de 70 anos estavam concluídas a fachada principal e a maior parte do interior da catedral. No entanto, guerras como a dos Cem Anos, contra a Inglaterra, a Grande Peste Européia de 1348, e o grande incêndio de 1481 causaram atraso ao projeto. Apenas 300 anos após a colocação da pedra fundamental a catedral estava com a aparência que tem hoje em dia, embora alguns elementos construtivos ainda permanecessem incompletos.
Em 1516, quando completa, o comprimento da nave chegava a 139 metros, ainda maior que Chartres. Sua largura era de 13 metros e altura de 35 metros (equivalente a um prédio de doze andares) Originalmente, o projeto previa a construção de sete torres, sendo duas na fachada oeste, duas de cada lado do transepto e uma no central, mas apenas as torres da fachada oeste, a principal, foram concluídas, respectivamente em 1445 e 1475. Durante 1917, a catedral foi duramente atingida pela Primeira Guerra Mundial. Cerca de 300 bombas incendiarias foram lançadas sobre Reims, danificando gravemente sua abóbada. Após a guerra é iniciada uma extensa recuperação da catedral, que só estaria totalmente concluída em 1937.
O equilíbrio e harmonia de Reims são notáveis, o que pode ser considerado como conseqüência das lições aprendidas com a construção de Chartres. Também suas formas externas, erigidas em volumes independentes, ornados com esculturas decorativas, formam uma combinação de rara felicidade arquitetônica. Com uma área construída de 6 650 m², a Catedral de Reims é, além de belíssima, uma das maiores obras arquitetônicas e religiosas da história da humanidade.
Talvez o ponto culminante da história de Reims tenha sido em 17 de Julho de 1429, data da coroação de Carlos VII, em cerimônia realizada nesta mesma catedral. À pouca distância do altar estava uma jovem, com seus 20 anos, vestida com armadura de guerreiro medieval. Ela havia sido a líder e grande responsável pela expulsão dos ingleses do território francês. Ela havia unido um país até então esfacelado por brigas e disputas regionais, e trazido confiança e independência. Ela era a grande responsável pela cerimônia de coroação que ali acontecia, e que viria a marcar toda a glória e grandeza da França daí para a frente. Disse ela: "Nobre Rei, assim é cumprida a vontade de Deus, que desejava que eu liberasse a França e vos trouxesse à Reims, para receberdes esta sagrada missão e provar à França que sois o verdadeiro Rei". Esta jovem é até hoje reverenciada como maior heroína e santa protetora da França. Esta jovem era Joana D'Arc.
A 19 de setembro de 1914 a catedral foi bombardeada pelos alemães. Durante o conflito foi bombardeado com frequência.
Em 1919, o Estado dá início à sua reconstrução, com o apoio de dadores privados, em especial a família Rockfeller. A catedral é reaberta em 1938.
Uma estrutura mais leve constituída de lâminas de betão armado substitui a antiga. Marc Chagall e Imi Knoebel desenham novos vitrais.

## Patrimônio da Humanidade
A Catedral de Reims, antiga Abadia de Saint-Remi e o Palácio de Tau são Patrimônio da Humanidade, segundo a UNESCO.

## O Labirinto
O labirinto da catedral de Reims encontrava-se no chão de lajes do 3o e 4o tramo da nave, mas foi destruído pelos capelos em 1779.

## Imagens

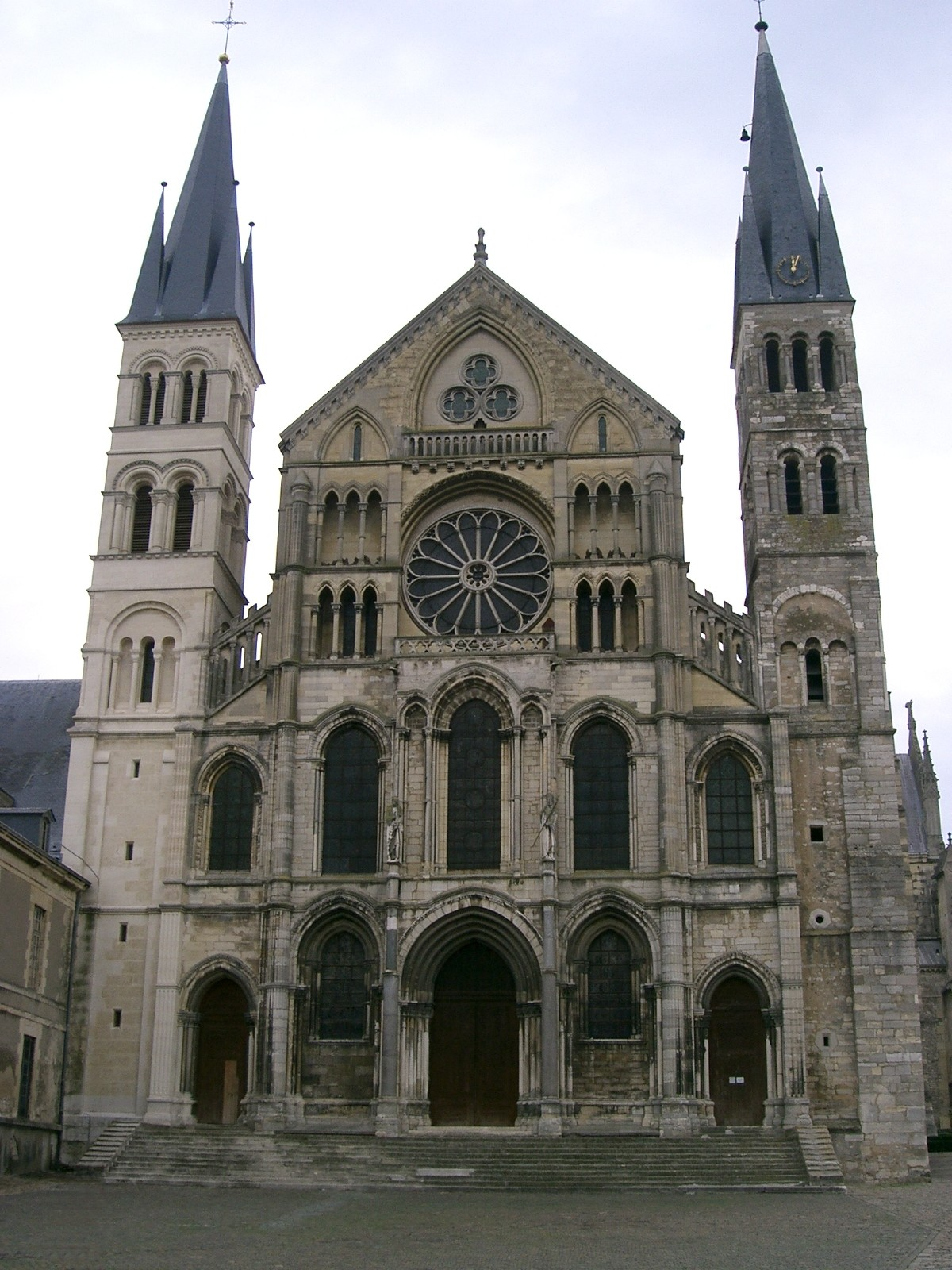
Antiga Basílica de Saint-Remi de Reims.
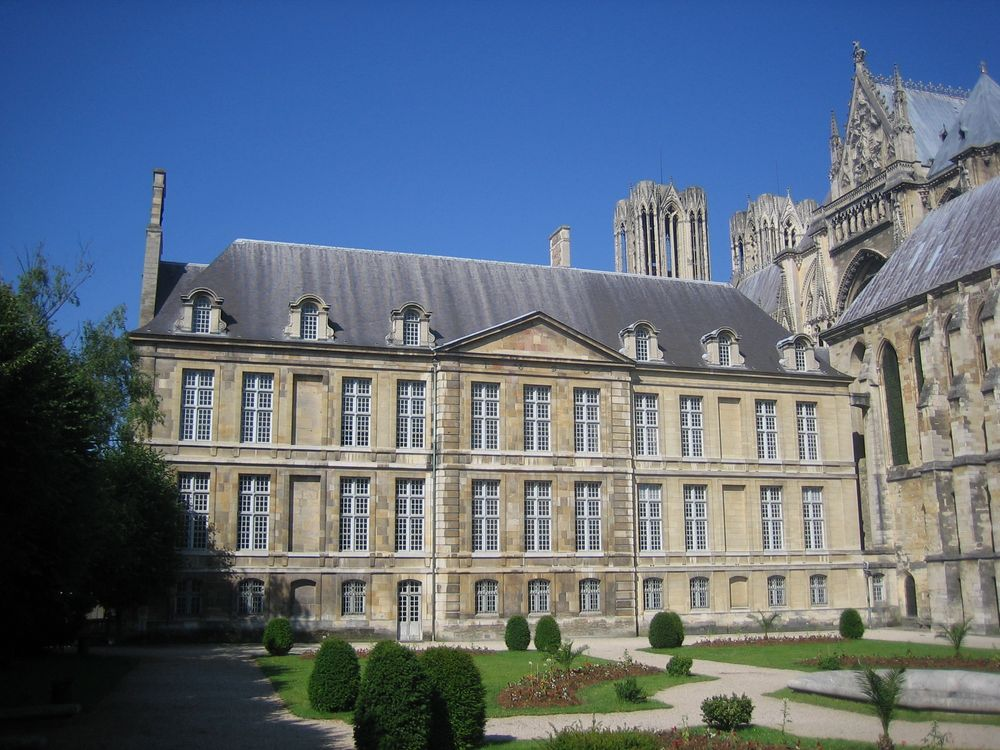
Palais do Tau visto de trás.
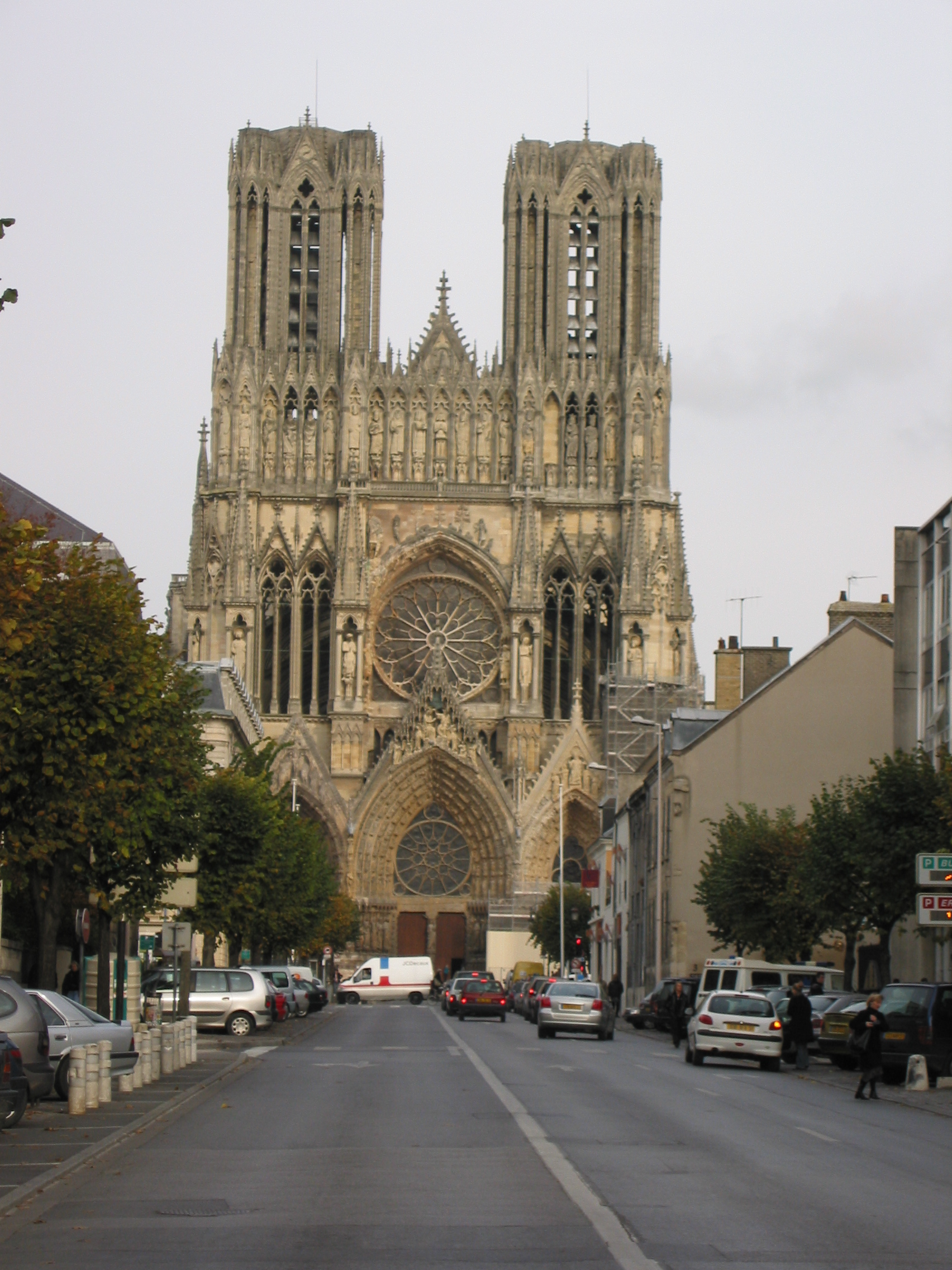
Catedral de Reims vista de outro ângulo.
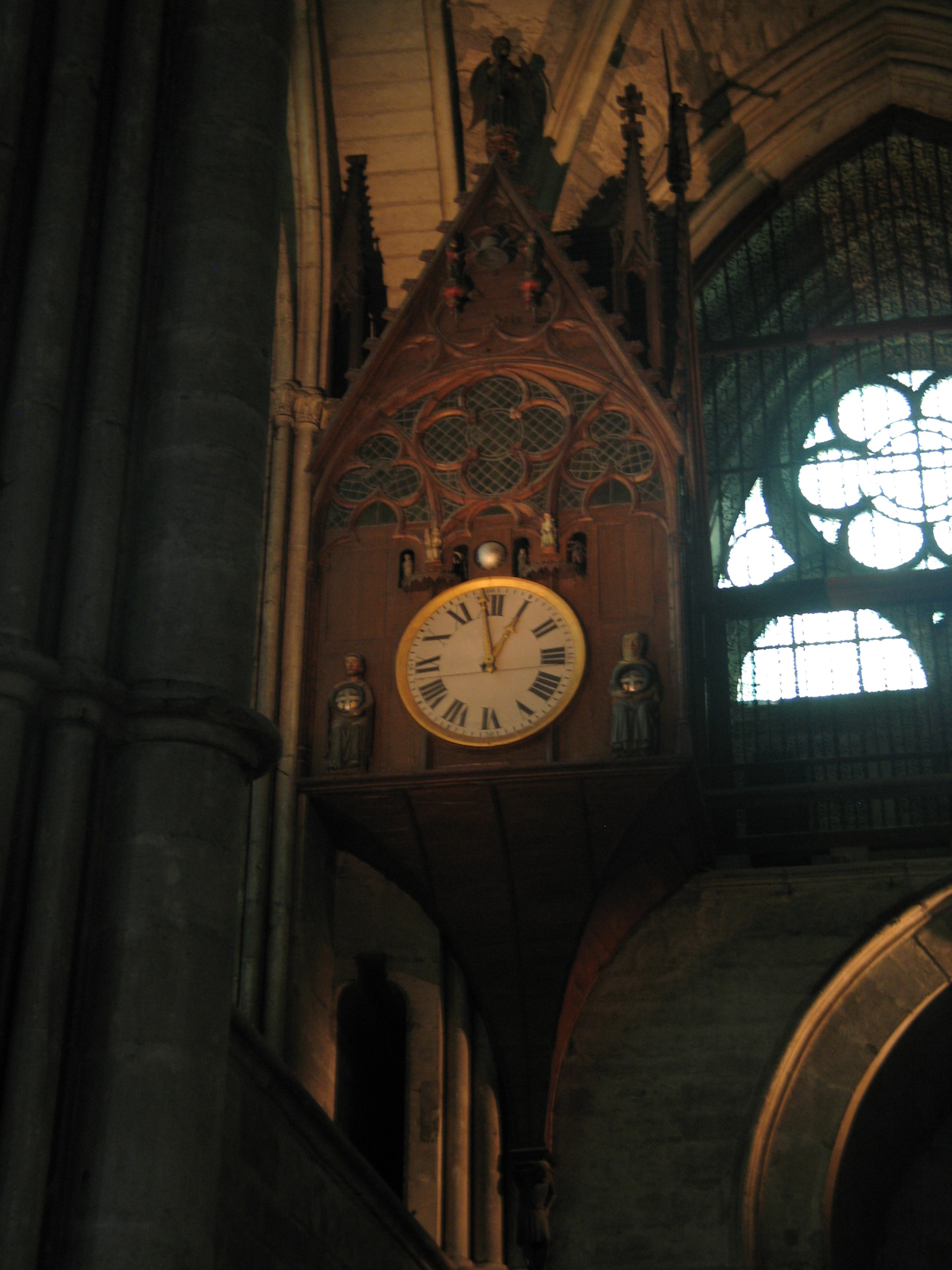
Relógio
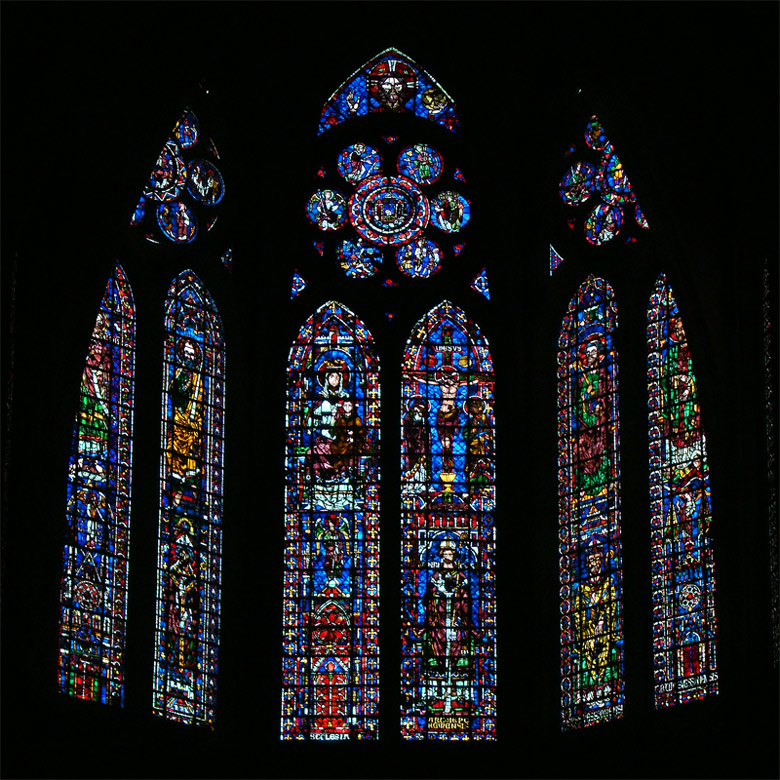
Vista para o coro.
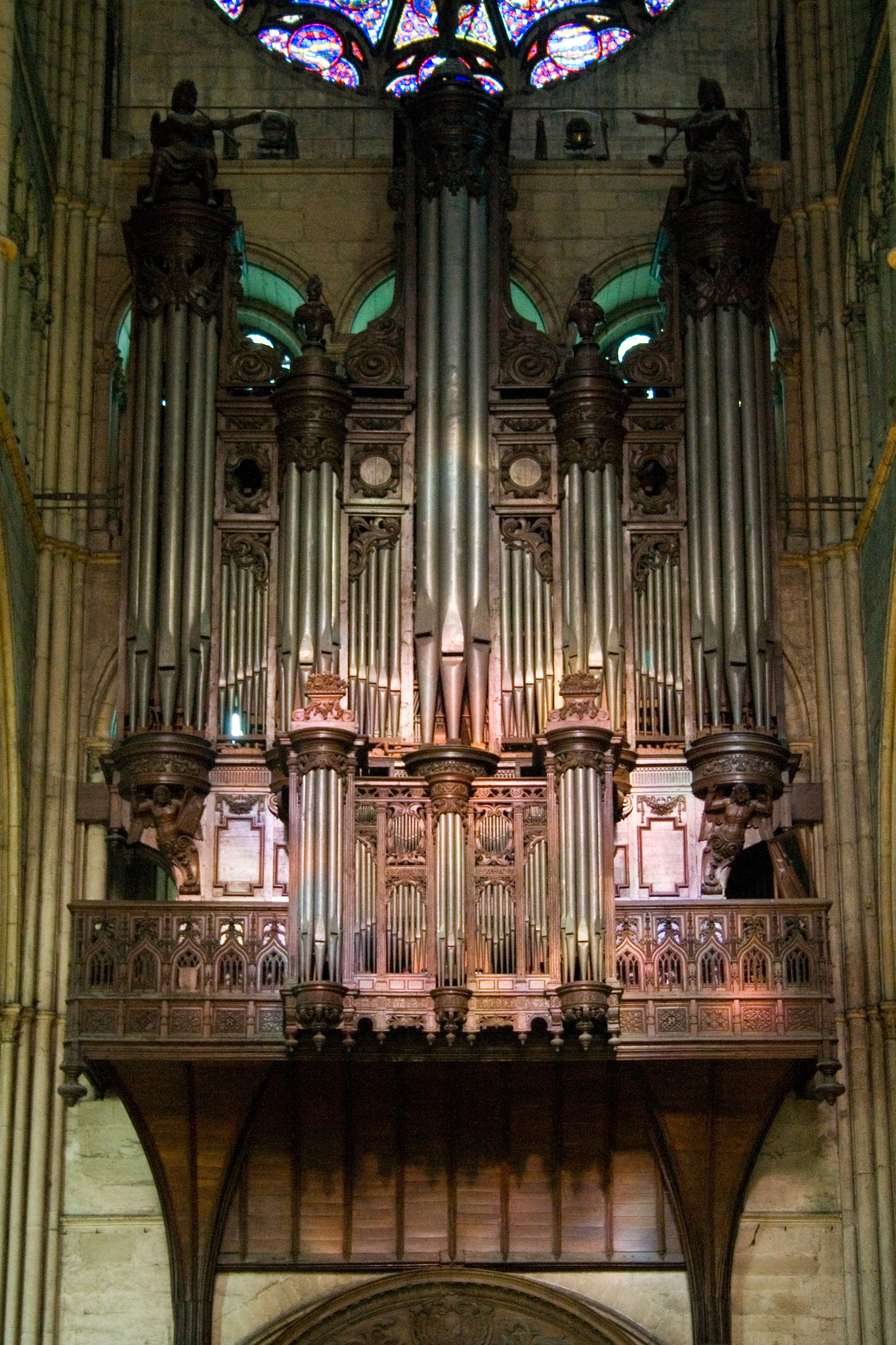
Órgão
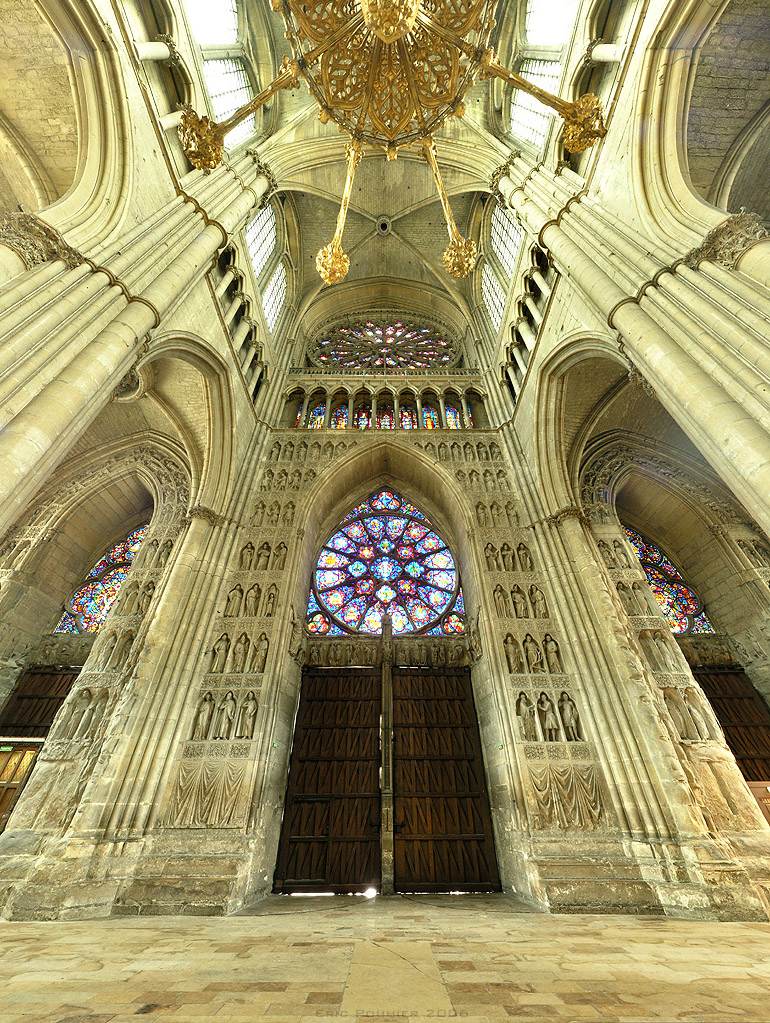
Interior